# Tedi Kacarova
Tedi Kacarova (búlgaro: Теди Кацарова), conocida como Teddy, es una conocida cantante Pop y Dance búlgara.

## Biografía
Tedi Kacarova, nació el 12 de octubre de 1978 en Sofía, y es hija de la popular roquera Silvija Kacarova y Milčo Kacarov, exmiembros del grupo LZ. Desde muy temprano, concretamente desde los 16 años, ya quiso dedicarse a la música de forma profesional, sin embargo, quiso enfocar su estilo especialmente a la música Dance.
En 1998, Tedi viajó a Suecia, donde desarrollaría desde entonces su carrera como cantante de música Dance, cantando en muchas discotecas importantes del país nórdico, allí fue donde inició la grabación de su álbum de Debut, que fue muy exitoso en los países escandinavos. Gracias a este éxito, la cantante inició una gira por todo el norte de Europa, sin embargo también dio dos conciertos en su país natal.
Solo un año después, Tedi comienza la grabación de su segundo álbum para el cual, la cantante colaboró con una de las figuras más representativas del Pop búlgaro, Vladimir Ampov. La cantante, esta vez giró hacia un estilo diferente, más cercano al R&B que al Dance. El disco, finalmente, apareció en el verano del año 2000 y fue titulado "Velvet", en la edición europea y "Kadife", en su edición búlgara. El éxito de este álbum, fue menor que el primero en Europa, sin embargo, la edición búlgara, fue mucho más exitosa y de este modo, Tedi consiguió hacerse un hueco el panorama musical búlgaro.
En los años venideros, la cantante comenzaría una etapa de colaboraciones con otros artistas, de los cuales, la mayoría, eran DJ's. En el año 2002, la intérprete, se mudó a Finlandia, donde reside hoy en la actualidad y siguió manteniendo su carrera como cantante de música Dance. 
Hasta el año 2007, Tedi no volvería a aparecer en el panorama musical búlgaro. Como preludio de su vuelta a la escena Pop búlgara, la cantante se presentó ese año a la final nacional búlgara para escoger al representante de este país en el Festival de Eurovisión. Su canción, en Inglés, titulada: All or nothing, pronto se perfiló como una de las favoritas para ganar la preselección, de hecho, el tema consiguió pasar a la final del concurso, quedando finalmente en el cuarto puesto.
Un año después, la cantante entra de nuevo a los estudios para la grabación de un tercer álbum, para el cual Tedi, contó con productores tanto búlgaros (Dentro de los cuales, cabe destacar de nuevo a Vladimir Ampov como suecos. el disco, apareció a mediados de agosto en el mercado musical búlgaro y escandinavo. El álbum, en solo cuestión de horas, vendió cien mil copias en Bulgaria.

## Discografía
- 1998 Teddy
- 2000 Kadife
- 2008 108 pričini

- Datos: Q6140210